# باتريك بارك
باتريك بارك (بالإنجليزية: Patrick Park)‏ هو مغن مؤلف وعازف قيثارة أمريكي، ولد في 1977 في كولورادو في الولايات المتحدة.

## وصلات خارجية
- باتريك بارك على موقع ميوزك برينز (الإنجليزية)
- باتريك بارك على موقع ديسكوغز (الإنجليزية)